# Francesco Maria Colombo
Francesco Maria Colombo (10 gennaio 1965) è uno scrittore, direttore d'orchestra, fotografo, saggista, critico musicale e conduttore televisivo italiano.

## Biografia
Ha iniziato l'attività giornalistica a sedici anni, nel 1981, firmando articoli di critica musicale per L'Ordine di Como e seguendo le manifestazioni musicali internazionali: ha collaborato al mensile PIANO TIME, su invito del direttore Pietro Acquafredda, e, come titolare, della critica musicale al quotidiano Avvenire, fino al 1993, anno in cui si è iscritto come professionista all'Ordine nazionale dei giornalisti. Nello stesso anno è stato assunto come critico musicale al Corriere della Sera, per il quale ha scritto ininterrottamente fino al 2001, quale inviato presso i principali Festival e teatri in Italia e all'estero. Dal 2001 non svolge più l'attività di critico, ma ha continuato a scrivere saltuariamente sul Corriere della Sera fino ad oggi. Dal 2022 è una firma dell'inserto culturale domenicale del Sole 24 ore.
Parallelamente all'attività di critico militante, ha svolto una ricca attività saggistica per i principali enti musicali italiani (Teatro alla Scala, Accademia Nazionale di Santa Cecilia, Teatro Regio di Torino, Teatro Regio di Parma, Maggio Musicale Fiorentino, Teatro Massimo di Palermo, Teatro di San Carlo di Napoli, Teatro Lirico di Cagliari). Ha curato l'edizione italiana de "Il mito del Maestro" di Norman Lebrecht, ha curato e scritto l'introduzione de L'arte di Béla Bartók di Massimo Mila, Les Troyens di Hector Berlioz, Tonio Kroeger di Thomas Mann.
Nel 2001, su incoraggiamento di Gian Carlo Menotti, ha lasciato la critica musicale per intraprendere la carriera di direttore d'orchestra. Ha debuttato dirigendo il concerto in piazza a conclusione del Festival dei Due Mondi nel 2001, evento teletrasmesso in diretta dalla Rai. Allievo di Benedetto Lualdi per il pianoforte, di Mario Gusella e Donato Renzetti per la direzione d'orchestra, Colombo è tornato al Festival dei Due Mondi nel 2002, dirigendo due opere di Menotti, "The Telephone" e "The Medium" con la regia dello stesso compositore, e ha iniziato un'attività che lo ha portato regolarmente a esibirsi negli Stati Uniti, Canada, Messico, Brasile, Argentina, Germania, Spagna, Grecia, Ungheria, Repubblica Ceca, Ucraina, Corea del Sud, Giappone oltreché in Italia. Nel campo operistico ha legato il suo nome soprattutto al repertorio donizettiano, dirigendo Roberto Devereux (Minnesota Opera, Opéra de Montréal), La fille du régiment (Rio de Janeiro), Lucia di Lammermoor (Salonicco), Don Pasquale (produzione As.Li.Co.), Maria Padilla (Minnesota Opera). In campo sinfonico ha un repertorio vasto e multiforme, con un particolare rapporto con la musica francese (Debussy, Ravel, Franck, Ibert, Hahn, Fauré, Milhaud, Poulenc, del quale ha diretto La voix humaine e La Dame de Monte-Carlo), e con gli autori del Novecento storico (Stravinsky, Bartók, Schoenberg, Berg, Sibelius). Ha sempre prediletto l'esecuzione di opere poco conosciute o di autori ingiustamente dimenticati.
Il 25 aprile 2011 ha diretto a Milano, alla guida del Coro e dell'Orchestra Sinfonica Giuseppe Verdi, Il canto sospeso di Luigi Nono, alla presenza del presidente della Repubblica Giorgio Napolitano. Il concerto faceva parte di una serie di due stagioni sinfoniche realizzare da Colombo con la Verdi, per un totale di venti programmi dedicati al Novecento. In quella occasione Colombo ha unito alla direzione musicale l'analisi della partitura con esempi dal vivo con l'orchestra, e la ricostruzione delle coordinate stilistiche e culturali degli autori presentati. La formula, nella quale il direttore d'orchestra racconta, spiega, illustra e dirige, si è rinnovata in un'altra serie sempre con l'orchestra Verdi, in occasione di Expo 2015: 14 concerti dedicati ad altrettante Nazioni presenti a Expo.
Con l’Orchestra Verdi Colombo ha inciso nel 2009 un cd dedicato al balletto "Mille e una notte" di Victor de Sabata, riscoperto dopo un lungo oblio. Pubblicato da Universal, l'album ha vinto il premio della critica musicale italiana indetto dalla rivista “The Classic Voice” per la sezione “miglior debutto”.
Nel 2012 ha iniziato un'attività indipendente di fotografo che lo ha portato a pubblicare tre libri monografici. Il primo, dedicato a "Verdi architetto" (editore Allemandi & C.), è un'indagine sulle case edificate da Giuseppe Verdi: la villa di Sant'Agata, l'ospedale di Villanova sull'Arda e la Casa di Riposo per Musicisti a Milano. Ne è nata una mostra fotografica, tenutasi presso il Museo del Risorgimento di Milano dal dicembre 2013. Nel secondo volume, "Sguardi privati" (editore Skira) Colombo ha realizzato sessanta ritratti di altrettanti personaggi della cultura italiana, tra i quali i registi Bernardo Bertolucci, Franco Zeffirelli, Ermanno Olmi, Francesco Rosi, gli attori Toni Servillo, Alba Rohrwacher, Filippo Timi, Claudia Gerini, Valerio Mastandrea, Leo Gullotta, gli artisti Arnaldo Pomodoro, Giosetta Fioroni, Claudio Parmiggiani, personaggi come Dario Fo, Margherita Hack, Gillo Dorfles. I ritratti, esposti alla Casa dei Tre Oci di Venezia nel 2015, hanno ricevuto vasta eco di stampa. Nel terzo volume, “Gli ori di Parma”, ha affrontato il tema del lavoro e della trasformazione del cibo nelle industrie alimentari di Parma. Il volume è uscito contemporaneamente a una mostra tenutasi a Palazzo Pigorini. Le sue fotografie sono apparse sul "Corriere della Sera", "Sette", "La Repubblica", "Il Manifesto”,"Il Giornale", "Il Fatto Quotidiano", "Il Foglio", "Il Giornale dell’Arte”, "Vanity Fair", "Vogue", "Il Sole 24 ore".
Dal 2014 e fino al 2021 Colombo è autore e conduttore del programma televisivo Papillons su Sky, per il canale Classica HD. In esso il conduttore unisce argomenti come arte figurativa, musica, cinema, letteratura, fotografia, individuando temi comuni e rimandi nascosti. Nella formula del programma si illustrano i suoi eclettici interessi culturali.
Dal 2022 è autore e conduttore di un altro programma per lo stesso canale: Kaiserwalzer, uno sguardo sull'attività del mondo musicale internazionale.
Nel 2018 ha esordito come romanziere con il volume Il tuo sguardo nero (ed. Ponte alle Grazie), sulla storia d’amore tra Pierre Louÿs e Marie de Régnier, poeti e amanti nella Parigi di fine Ottocento. Nel 2022 sempre per Ponte alle Grazie ha pubblicato il volume saggistico L'aristocratico di Leningrado. Viaggi tra musica, cinema, arte, letteratura, fotografia e cocktail, che è stato presentato al Teatro alla Scala di Milano il 14 aprile.

## Libri
Narrativa
- Il tuo sguardo nero, romanzo. Ponte alle Grazie, Milano, 2018. ISBN 978-88-333-1036-7

Saggistica
- L'aristocratico di Leningrado. Viaggi tra musica, cinema, arte, letteratura, fotografia e cocktail. Ponte alle Grazie, Milano, 2022. ISBN 978-88-333-1422-8

Fotografia
- Verdi architetto, con testi di Carlo Majer e Alessandro Turba. Allemandi & C., Torino, 2013. ISBN 978-88-422-2287-3
- Sguardi privati. Sessanta ritratti italiani, a cura di Denis Curti. Skira Editore, Milano, 2015. ISBN 978-88-572-2605-7
- Gli ori di Parma, a cura di Gloria Bianchino. Skira Editore, Milano, 2016. ISBN 978-88-572-3251-5
- Zohar. Viaggio fotografico nei luoghi della cultura ebraica in Italia, a cura di Sandro Parmiggiani, Skira Editore, Milano, 2024. ISBN 978-88-572-4942-1

Introduzioni
- Th. Mann, Tonio Kröger, Oscar Mondadori, Milano, 1993. ISBN 978-88-044-8609-1
- H. Berlioz, Les Troyens, a cura di Francesco Maria Colombo, Edizioni Ariele, Milano, 1996. ISBN 88-864-8005-9
- M. Mila, L'arte di Béla Bartók, a cura di Francesco Maria Colombo. Einaudi, Torino, 1997. ISBN 978-88-061-4056-4

## Discografia
- V. de Sabata, Mille e una notte, Orchestra Sinfonica di Milano Giuseppe Verdi, direttore F.M. Colombo, Universal, 2009. 476-335-2

| Controllo di autorità | SBN CFIV119760 |